# 대한민국 미래를 세우다
《대한민국 미래를 세우다》는 정치/경제/교육/4차산업의 분야별 리더들에게 듣는 포스트코로나 시대를 위한 CTS기독교TV의 강연 프로그램이다.